# Oesolje
De Russische stad Oesolje (Russisch: Усолье) is gelegen in de kraj Perm. De stad had 6236 inwoners in 2017 De stad is gesticht in 1606.

## Geografie
De stad ligt aan de westflank van het Oeralgebergte, ongeveer 190 km noordelijk van de regiohoofdstad Perm aan de rechteroever van de Kama, die aldaar verbreed is tot een stuwmeer. Aan de tegenoverliggende oever ligt de stad Berezniki, wat noordelijker ligt Solikamsk.
Oessolje is bestuurlijk centrum van het gelijknamige rajon.
Aan de noordelijke stadsrand ligt een 800 meter lange brug over de Kama naar Berezniki.

## Geschiedenis
De plaats ontstond in 1606 als vestiging bij de zoutziederij Novoje Oesolje (oesolje is een Russische benaming voor installaties voor zoutwinning). Tot het eind van de 18e eeuw was de plaats het centrum van de bezittingen van de familie Stroganov aan de Kama. Tot in de 19e eeuw lag het centrum van de zoutwinning in het westelijk Oeralgebied; daarna verplaatste dit zich naar Berezniki en Solikamsk.
Een brand in 1809 verwoestte veel huizen en gebouwen. Hierna werden ook stenen huizen, gebouwen en kerken gebouwd.
In februari 1918 werd de plaats het bestuurscentrum van de oejezd Solikamsk (dorpen rondom Solikamsk) en verkreeg daarmee in wezen stadsrechten. In 1940 werd Oesolje een zelfstandige stad; de gelijknamige plaats in Siberië werd vanaf toen Oesolje-Sibirskoje genoemd. Bij het vollopen van het Kamastuwmeer in 1958 kwam een deel van de stad onder water te staan.

### Bevolkingsontwikkeling
| jaar | aantal inwoners |
| ---- | --------------- |
| 1926 | 8.976           |
| 1959 | 11.788          |
| 1970 | 10.091          |
| 1979 | 7.909           |
| 1989 | 6.453           |
| 2002 | 6.144           |
| 2010 | 5.694           |
| 2017 | 6.236           |

## Bezienswaardigheden

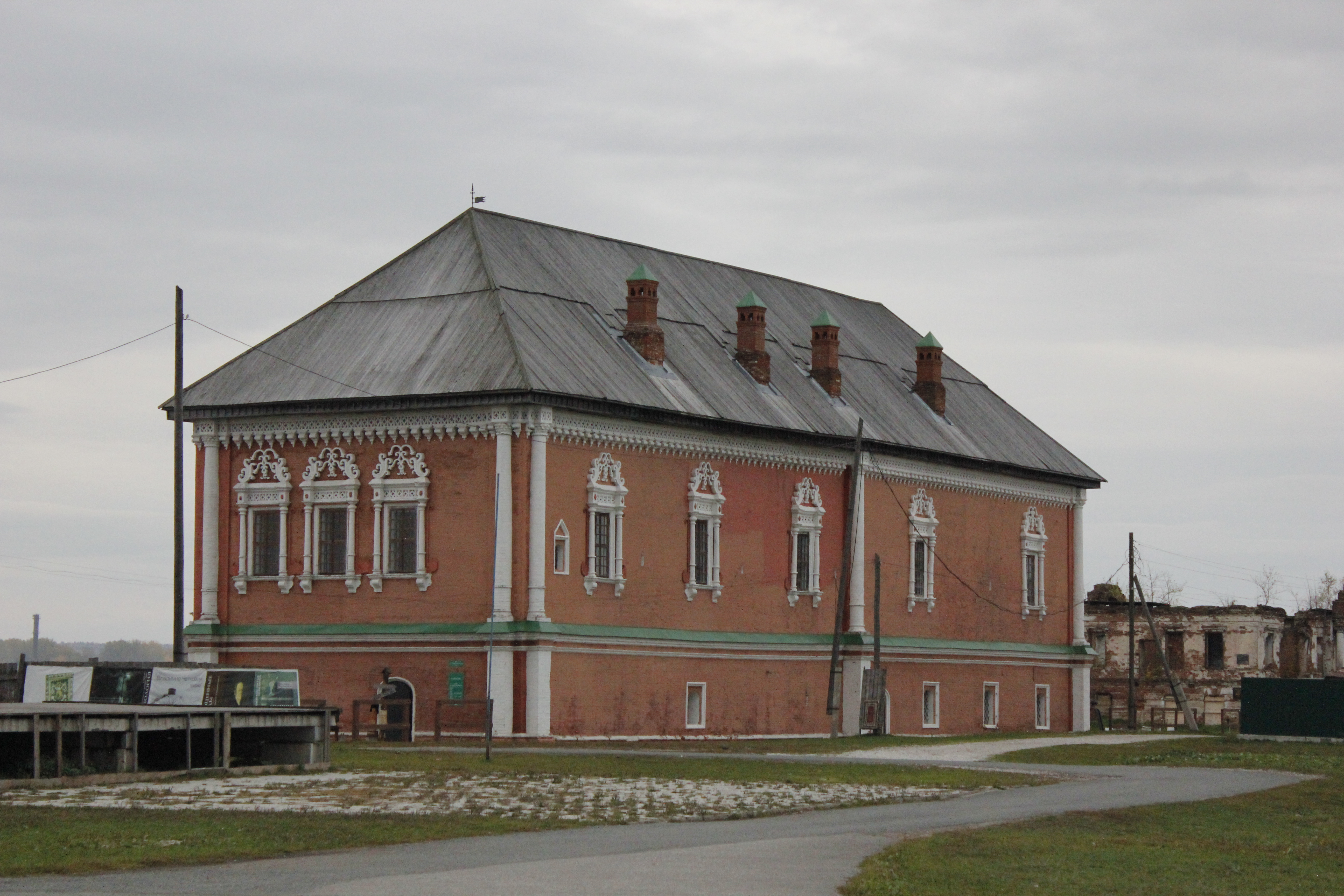
Huis van de Stroganovs, achterzijde

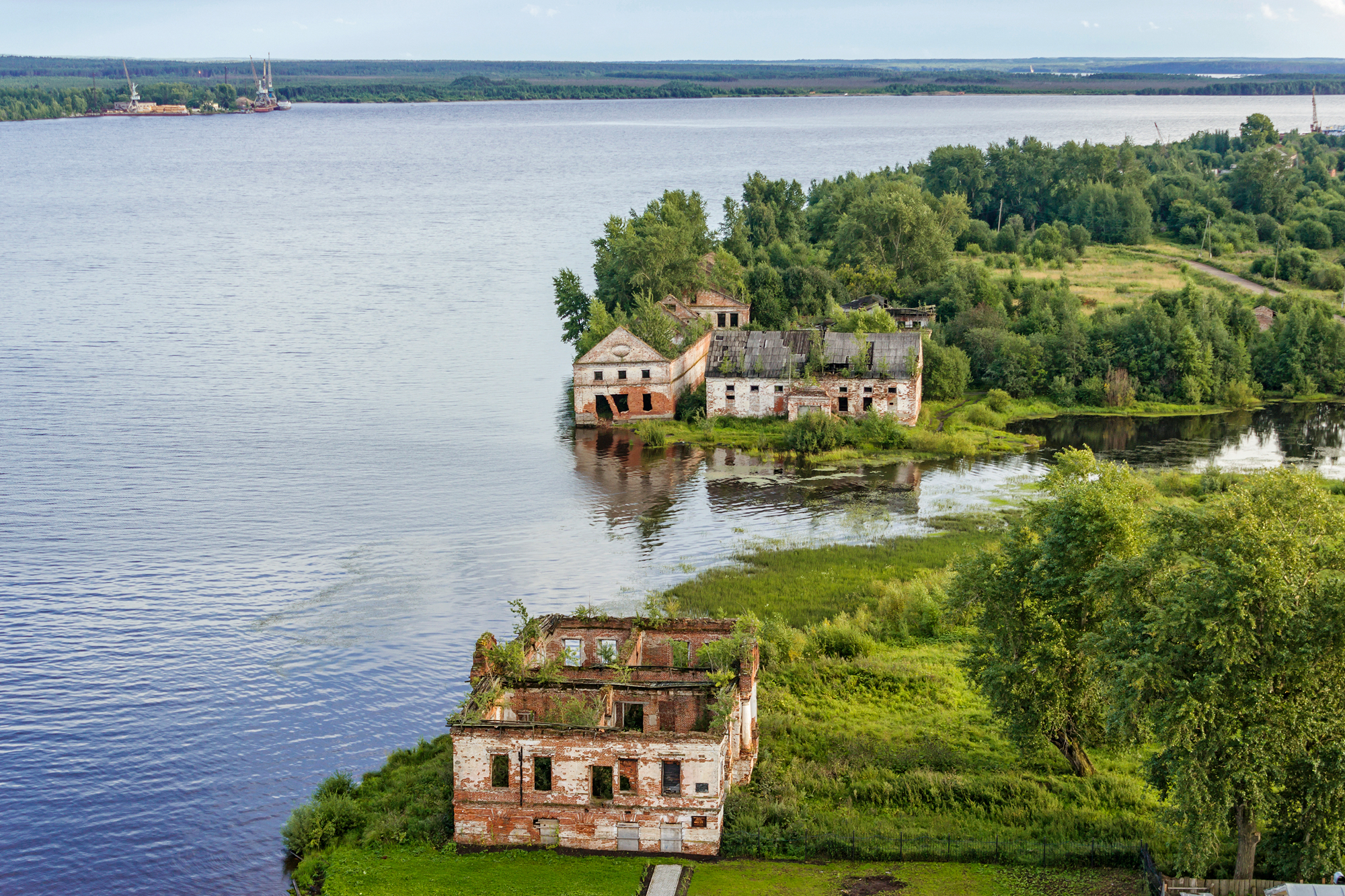
Verlaten huis en opslagplaats van Abamelek-Lazarev, aan het stuwmeer

Een aantal uit de 18e en 19e eeuw daterende bouwwerken zijn bewaard gebleven. In 2016 telde de plaats 40 monumenten van culturele, civiele en industriële aard zoals het Transfiguratieklooster (Спасо-Преображенский монастырь) met gelijknamige kathedraal (1724–1731) en klokkentoren (1730). Van het oudste gebouw, de Christus-Kleed van Edessa-kapel (часовня Спаса-Убруса) uit de eerste helft van de 17e eeuw, is slechts een ruïne overgebleven. Voorts diverse herenhuizen, onder andere van de Stroganovs (1724) en van prins Golitsyn. Sinds 1965 is er een architectonisch-etnografisch museum.

## Economie
De bedrijvigheid in de stad wordt voornamelijk bepaald door houtverwerking en meubelmakerijen.

## Bekende personen
- Sergej Broesjtejn — medisch wetenschapper
- Andrej Voronichin — architect en schilder, een grondlegger van het Russische Rijk
- Gjelij Tsjernov — theoreticus simultaan vertalen, werkzaam bij de Verenigde Naties